# Musculus subscapularis
Der Musculus subscapularis (lat. für „Unterschulterblattmuskel“) ist einer der Skelettmuskel im Bereich der Schulter. Er bedeckt vollständig die Innenseite des Schulterblatts. Zusammen mit Musculus supraspinatus, Musculus infraspinatus und Musculus teres minor bildet er beim Menschen die Rotatorenmanschette, die den Kopf des Oberarmknochens in der Gelenkpfanne hält. Einige Fasern strahlen auch in das Ligamentum transversum humeri ein.

## Funktion
Der Musculus subscapularis ist der stärkste Innenrotator des Schultergelenks. Sein unterer Anteil kann den Arm adduzieren (an den Körper heranführen), sein oberer hingegen den Arm abduzieren (vom Körper weg, zur Seite hin heben).

## Klinik
Die breite Endsehne des Musculus subscapularis ist ein wichtiger Schutz gegen die vordere Luxation des Oberarmknochens. Bei einer Lähmung kann die Handfläche der kranken Seite nur schwer und mit Unterstützung der anderen Muskeln an den Rücken geführt werden, da die Innenrotation stark eingeschränkt ist.